# Vaszy Viktor-emlékérem
A Vaszy Viktor-emlékérmet a Csongrád Megyei Tanács alapította, illetve ítélte oda évente egy alkalommal 1984 és 1990 között. Vaszy Viktor karmester, zeneszerző, színigazgató pályája kezdetén kóruskarnagyként is tevékenykedett, tizenkét éven át vezette a Budapesti Egyetemi Énekkart. A kórusokkal való törődést a későbbiekben, Szeged főzeneigazgatójaként is hivatásának tekintette, elvállalta a karvezetők megyei szervezetének elnöki tisztét. 1958-ban szegedi karvezetők felkérésére Szegedi Zenebarátok Kórusa néven megalapította, majd haláláig vezette a városi oratóriumkórust, mely ma a Vaszy Viktor Kórus nevet viseli. Az 1984-ben alapított elismerés tárgyi formája Fritz Mihály Vaszy Viktort ábrázoló érme, célja a megyei kóruskultúra terén kiemelkedően tevékenykedő kórusvezetők, pedagógusok, fenntartók, kórustagok elismerése volt. Adományozása 1990 után az önkormányzati rendszer átalakulása következtében nem folytatódott.

## Díjazottak
- 1984 – Csonka István (énekkari tag), Erdős János (karvezető), Gruber László (fenntartó, énekkari tag), Kertész Lajos (karvezető), Steiner Béla (karvezető), Szabó Béla (fenntartó, énekkari tag), Szabó István (énekkari tag), Szécsi József (karvezető), Török József (énekkari tag), Várady Zoltán (karvezető, karmester)
- 1985 – Kalmár Ferencné (tanár, karvezető), dr. Kövér Béla (fenntartó), dr. Mihálka György (karvezető), Monoki Lajos (karvezető), dr. Veszprémi László (fenntartó)
- 1986 – Börcsök László (fenntartó), Nagy János (karvezető), Rozgonyi Éva (karvezető)
- 1987 – Gyimesi István (énekkari tag), Juray Miklós (énekkari tag), Kelecsényi Gézáné (karvezető), Papp Györgyné (fenntartó), Szeberényi Jenőné (fenntartó)
- 1988 – Delley József (zongoraművész), Molnár László (karigazgató, karmester), Nógrádi Lászlóné (fenntartó), Szegedi Szimfonikus Zenekar
- 1989 – Balogh Irén (karvezető), Kerek Ferencné (tanár), Majtényi András (karvezető)
- 1990 – Gyüdi Sándor (karigazgató, karmester), Kerek Attila (fenntartó)